# 石井正敏
石井 正敏（いしい まさとし、1947年2月8日 -2015年7月6日）は、日本の歴史学者。専門は日本古代史、対外関係史。中央大学名誉教授。日本古文書学会理事。

## 概要
神奈川県横浜市出身。1969年法政大学文学部史学科卒、1971年中央大学大学院文学研究科国史学専攻修士課程修了、1975年、中央大学大学院文学研究科国史学専攻博士課程単位修了。法政大学では丸山忠綱、中央大学大学院では森克己に学び、大学院の研究会では飯田瑞穂に学ぶ。2002年國學院大學博士 (歴史学)。
中央大学文学部兼任講師を経て、1976年、東京大学史料編纂所助手として着任。1987年、東京大学史料編纂所助教授、1988年に中央大学文学部助教授に転任し、1990年から教授。2009年から中央大学人文科学研究所長。
このほか、東洋大学文学部（1983年 - 1995年）、東京大学文学部（1996年 - 1998年）、慶應義塾大学文学部（1998年 - 2000年）、東京大学大学院文学研究科（2003年 - 2004年）、早稲田大学大学院文学研究科（2004年 - 2005年）、九州大学大学院人文科学府（2004年 - 2005年）で非常勤講師を務めた。他にもフランス国立高等研究院で非常勤講師を務めた。
没後に中央大学から名誉教授の称号を贈られた。
國學院大學博士 (歴史学)。論文の題は「日本渤海関係史の研究」。博士学位の主査は鈴木靖民、副査は土肥義和と酒寄雅志と吉岡眞之が務め、審査報告書は「①史料の犀利な分析により史実を論証する姿勢、方法をもって終始一貫する②自身の先駆的研究を含めて日本、中国、韓国、北朝鮮の研究を総括し、堅実で穏当な学説を学界に提供するものである。➂文献によって日本渤海関係史の研究を大きく進めた本格的な業績であり、国際的にも永く貢献する。④数多くある渤海史研究のなかでは、金毓黻、鳥山喜一などの実証研究を受け継ぐ系譜の上に確乎たる位置を与えられるべきもの」である。
村井章介とは東京大学史料編纂所以来の前近代対外関係史を志す盟友同士で共編著も多く、村井は石井が生みの親として関わった「前近代対外関係史研究会」を母体に実行委員会を組織し、「石井正敏さんを偲ぶ会」を2015年12月20日に東京大学史料編纂所大会議室で催した。
カントリー・ミュージックやウエスタン・ミュージックの弾き語りでラジオの音楽番組や横浜市のイベントに出演したこともある。

## 研究
第1期日韓歴史共同研究に委員会研究委員（第1科古代）として参加し、「5世紀の日韓関係-倭の五王と高句麗・百済-」を発表している。
遣唐使の停止について、菅原道真の建議による従来の廃止説を、寛平6年（894年）の遣唐使計画を詳細に研究した結果、宇多天皇の主導で56年ぶりに遣唐使再開が計画されたが、道真の遣唐大使や副使などの地位は保ったまま、この遣唐使計画を建議で一時停止で引き延ばしているうちに、唐自体の滅亡で消滅したと検証した。石井は『菅家文草』所収の2通の文書を検討し、道真の建言は630年以来続く遣唐使派遣を問題視したのではなく、自らが大使に任命され、派遣が決定していた894年の遣唐使派遣の中止を訴えたにすぎず、さらに『日本紀略』寛平6年9月30日条「其の日、遣唐使を停む」にある「其日」を検討し、9月30日に遣唐使停止が決定されたなら、建言の16日後で期間が短いため、この遣唐使は当初から派遣する用意がなかったなどの説を批判し、「其日」は「某日」と同じ意味であり、日付不明記事を編年体歴史書に繋げる書式であることを『日本紀略』の「其日」「某日」の使用例から摘出し、明らかにした。鈴木靖民は「石井は史料の用語の吟味から始め、また後には時の外交と内政を関連させて解き明かす視座を示」し、「石井による日唐関係のポイントになる事実を疑い、描き直そうとするいくつもの成果が公にされて、奈良・平安時代の遣唐使を軸にして展開した唐との関係史の理解が塗り替えられ、歴史像の再構築が期待される状況に近づいた」と評している。
渤海から日本へ贈られた第一回国書の分析を通して渤海王の自称「高麗国王」が日本の要求に迎合したものであることを明らかにした。赤羽目匡由は「緻密な論証をともない説得力のある議論にまで引きあげたのが石井正敏氏である」「渤海王の『高麗国王』自称について、現在問題となるのは、それが自発的なものであるか、そうではなく日本に迎合したものに過ぎないかという点になろう。ただこうした問題点は現在、日本ではほとんど議論の対象とされない。それは先述の石井説がきわめて説得力に富むために定説となっているからである」と述べている。古畑徹は「渤海使の史料を見ると、八世紀後半に、日本が渤海を『高麗』と呼び、渤海王も『高麗国王』を自称する時期がある。日本は、第一次渤海使がもたらした国書で渤海が高句麗の後継を自認していることを知るが、そこでイメージした高句麗像は、かつて臣属朝貢していた高句麗であった。そのため、日本は渤海を朝貢国とみなして『高麗』と称することを要求し、渤海も円滑な外交関係を最優先し、第四次渤海使から『高麗国王』を自称する。『高麗国王』自称は高句麗継承の強い自己認識の表れとする異論もあるが、石井正敏の丁寧な考証によるこの理解は揺るがない」と述べている。
753年の唐の朝賀の儀式において、日本より新羅の方が上位であったことに大伴古麻呂が呉懐実に抗議して席を変更させたことをめぐり、この事件を『続日本紀』の虚構である、遣唐使の復命の差異の虚偽であるという極論があったが、石井は唐の史書に呉懐実を探し出し、実在と職務を立証し、2007年に西安で呉懐実の墓誌がみつかり、そこに刻まれる閲歴により石井の主張したとおりに将軍の職位にあり、皇帝にも近い宦官であることが証明され、鈴木靖民は「石井による推論の正しさが証明されたことにほかならず、その彗眼は驚嘆に値するとして褒め過ぎではない」と述べている。
1990年代以降は成尋やその行記である『参天台五台山記』及び奝然の行状を研究し、日宋関係の業績も次々に挙げた。また、田中健夫のもとで『遣唐使研究と史料』『善隣国宝記』などの共同校訂・訳注、『対外関係史総合年表』『対外関係史辞典』の編集にも従事した。

## 評価

### 『日本渤海関係史の研究』への評価
学界では、複数の研究者から第二次世界大戦後の日本における渤海研究の第一人者と目されている。
- 2001年9月15日に東京大学で開催された史学会シンポジウムの主旨には「二〇〇一年になって、古代の日本と渤海をめぐる大きな研究成果が相次いでまとめられた。酒寄雅志『渤海と古代の日本』（校倉書房、五一四頁）と石井正敏『日本渤海関係史の研究』（吉川弘文館、六六三頁）とである」とある[20]。
- 浜田久美子は「実証的、科学的な渤海史研究を切り開いたのが一九七〇年代に登場する石井と酒寄雅志である。2人は今日に至るまで渤海史研究をリードし、二〇〇一年にはその業績が、石井正敏『日本渤海関係史の研究』（吉川弘文館）、酒寄雅志『渤海と古代の日本』（校倉書房）の両著書にまとめられた。両著書は戦後歴史学における渤海史研究の集大成といっても過言ではなく、日本における渤海史研究のひとつの到達点が示されたことになる[21]」「石井・酒寄両氏の著書刊行により、渤海史研究は一つの節目を迎え、この刊行を機に新たな展開をみせていくことであろう[22]」「戦後の対外関係史研究を、渤海というテーマで進展させた第一人者として石井の名前を挙げないわけにはいかないであろう[23]」「史料が少ないと言われる渤海史研究において、新史料を丁寧に読解した石井らしい論文、石井にしかできない研究[24]」と評している。
- 河内春人は「70年代から始まった渤海史再検討の動きは、90年代初頭になって方法論的に止揚することによって大きく加速しながら現在に至っている。かかる状況下において21世紀初めの年に、現在の渤海史研究をリードしてきた石井正敏氏の『日本渤海関係史の研究』（吉川弘文館）、酒寄雅志氏の『渤海と古代の日本』（校倉書房）という両著書が出版されたことは、渤海史研究がひとつの到達点に至ったことを示している」と評している[25]。また、石井の渤海研究方法の特徴として、「個々の史料について、字句一つ一つから徹底的に検討して一回毎の外交交渉の特質を明らかにする方法」を挙げ[26]、「先行研究への目配りと史料用語の緻密な検討は今後の研究の基点となりうるものであろう」と評している[27]。
- 榎本淳一は「渤海史研究が今日のような盛況をみることになった背景には、酒寄氏、石井氏という研究スタイルの異なる両氏が良きライバルとして当該研究を牽引してきたということも大きな要因」「両氏の多年の研究により、古代日本と渤海との交流のもった歴史的な意義が多方面から明らかにされた。その成果は、唐との関係のみを重視し、その他の関係を捨象ないし軽視するという従来の日本古代対外関係史研究のあり方を見直させる大きな役割を果たした」「日唐関係を相対化し、多面的に当時の国際関係を分析する視覚をもたらしたことは大いに評価されるべき」と評している[28]。
- 古畑徹は「両著書（石井正敏『日本渤海関係史の研究』と酒寄雅志『渤海と古代の日本』）が当時の研究の一つの到達点と見えた[29]」「石井は、日本側にある対渤海交渉史料を丁寧かつ実証的に読み直して、戦前以来の対日朝貢史観とは全く異なる日本渤海関係史像を描きだした[30]」「（石井の1975年の論文「日渤交渉における渤海高句麗継承国意識について」と「第一回渤海国書について」は）石井著書所収時に改題され、補論等も付されてその考証がより精緻になっており、筆者は依然色褪せぬこれらの論稿を、あらゆる渤海史研究者の必読文献[31]」「諸書評がその史料の読み込みによる緻密な実証性を高く評価する石井文献史学の真骨頂ともいうべき論稿で、そこで扱われた史料を検討しようとする世界中の研究者が必ず参照しなければならない[32]」「石井著書のなかには、時を超えて後世の研究者が参照すべき論稿が少なからず所収されている。それらはいずれも着実な実証主義的論稿であるが、その成果を基にして学界で争点となっている重要課題に切り込むものであり、そうしたこととも相まって高い価値を有するのである[32]」と評しており、さらに「歴史学の各分野における古典的名著には、大きく分けて、その研究分野の基礎となる理論的枠組みや方法論などを論じたものと、研究上の主要課題にかかわる重要史料についての緻密な考証を積み重ねて史実及び史料自体を追究し、その分野の研究者の誰もが参照しなければならないもの、との二つのタイプがあると思われる。前者のタイプが研究のあり方の変化によって時にその地位を失うのに対し、後者のタイプは半永久的である。後者のタイプを渤海史研究や朝鮮古代史研究で探すならば、渤海史では金毓黻『渤海国志長編』、朝鮮古代史では池内宏『満鮮史研究』上世編をまずは挙げることができよう。そして渤海史研究においては金著書に匹敵する位置に、朝鮮古代史研究においては池内著書につづくいくつかの名著の一つという位置にあるのが、石井著書のように思われるのである」としつつも、「石井著書は間違いなく古典的名著たりうる著作と思うのだが、だからといってその見解・論証がすべて正しいわけではない」として、「最も高く評価されている史料考証自体についても誤謬は存在する。緻密な考証を旨とする研究がしばしば陥ってしまう落とし穴に、異説を述べる史料を比較検討する際、緻密に文章を切って考証した結果、各史料本来の文脈を見失い、どこにも書かれていない『史実』を『創作』してしまう、というものがある」として、石井の渤海王系図に誤謬があることを指摘したうえで、「優れた考証史家でも、というよりむしろ優れた考証史家だからこそ、このような落とし穴に陥ることがある。我々は時としてそのようなことが有りえるのだということを念頭に、石井著書を丹念に追跡しながら読まなくてはいけないと思う。そして、そのことこそが膨大な諸説と史料を整理された石井の遺志を継ぐことではないだろうか」「本稿で示したような誤謬は石井著書を渤海史・朝鮮古代史における古典的名著たるべき存在とした私の評価を何ら揺るがすものではない。金毓黻の『渤海国志長編』も、池内宏の『満鮮史研究』上世編も、後世の研究者から数多くの批判に晒されながら今日に至るまでその価値を失っていない。むしろ今に至るまで参照され批判され続けているからこそ、これらは古典的名著なのである。後世、石井著書が真に古典的名著と呼ばれるようになるかどうかは、そのあとを追い駆ける我々の石井著書への向き合い方にかかっている」と述べている[33]。
- 小嶋芳孝は、石井が渤海史研究について「今日の渤海史研究ほど、限られた文献史料を丹念に読み、考古学調査の知見を加えて、総合的に冷静かつ客観的に判断するという歴史学の鉄則に基づく研究が求められているものは無いといってよいであろう」と述べていることを指して、「著者の学問に対する真摯さを彷彿とさせる」と評し[34]、石井の著書『日本渤海関係史の研究』を「本書は、日本と渤海の関係史に関する文献史料が豊富に掲載され、石井氏の手堅い論の展開によってわかりやすい構成となっている。日渤関係史を研究するにあたって必読の好著である」と評している[35]。
- 宮永廣美は石井の著書『日本渤海関係史の研究』を「本書に一貫してみられる姿勢は実証にあり、徹底した史料批判から生まれた成果をまとめた著書であると評することができるであろう」「『史料は先入観を持たず、一字一句ゆるがせにせずに読解すべきこと』『木も見て森も見るよう心がけるべきこと』と、日頃より指導してくださる先生の、史料や研究に対する姿勢が全編に亘って現れていると感じた」と評している[36]。
- 浜田耕策は石井の著書『日本渤海関係史の研究』を「『友好の歴史像』の真相を丹念な史料の読み込みの手法で解明し、『友好』の陰に潜む国家の位置に発する国際関係の矛盾を提示し続ける著者の長年の日渤関係史研究をまとめた書であり、翻って渤海史研究の一階梯の書でもある」「本書を読むと、日渤関係史研究に緊迫感が漂うことが感得される」「日渤関係史研究が史料不足の前に推測で論ずることの危険性の指摘を読みとれる」「本書を得た今日、多様な要因により継続された日渤関係史への研究の方向性は提示された感がある」「ダイナミックな、かつ仔細な史料批判と新史料の発掘によって広い幅と高次元で研究されるべき道が本書によって次代の研究者の前に開かれた」と評している[37]。
- 榎本淳一は石井の著書『日本渤海関係史の研究』を「研究に一貫しているのは史料を丹念に読み込んだ緻密な実証性であり、ひとつとして忽せにしない関連諸研究に向き合う実直さ[38]」「史料や諸研究に対する深い読み込みや徹底した実証主義により、戦前からの根強い先入観（渤海対日朝貢史観）が排され、戦後の渤海研究を日本の満州侵略を支えた満鮮史研究から訣別させることができた[38]」「氏の常識や通念に囚われない画期的な諸研究も、同じく史料への深い沈潜から生まれたものといえる[38]」「補論、付論、付記が多く収載されているが、それは著者の説に対する批判への反論として書かれたものが大半であり、批判のいちいちに応答する著者の真摯な研究姿勢を示している。批判も含め後発の諸研究に広く長く参照され続けているのも、確かな史料の読みに支えられた立論であるからこそ[38]」と評し、第二章論文「神亀四年、渤海の日本通交開始とその事情」を「厳密な実証に基づいた内容は今なお全く色あせた感じがしない」と評している[39]。第二章論文「日本・渤海交渉と渤海高句麗継承国意識」を「戦前以来の渤海対日朝貢史観とは全く異なる日本渤海関係史像を描き出した研究史上意義の大きな論文」と評している[40]。また、石井が23歳時に発表した最初の論文「大宰府の外交面における機能[41]」について、「奈良時代の外交面における大宰府の機能の特殊性を強調する従来の評価の見直しをせまったもので」あり、「国書（外交文書）の取り扱い方から外交権や外交機能の実態を解明するという本論文の分析視覚は極めて画期的なもので、初出後三十年を経過した今なお本論文をめぐって論争が行われているように現在も大きな影響力をもっている」[42]「その才能の早熟さに驚くばかり」と述べている[38]。
- 鈴木靖民は石井の研究を、史料の細かな見直しから問題点をみつけだして新たな史実を改めて概念化することにより、歴史像を構築していくスタイルであると評している[43]。また、「石井正敏が日本古代史、特に対外関係史の研究分野で歴史学界に登場したのは一九七〇年のことであり、それ以来、病気のために没する二〇一五年までおよそ四十五年、次々に対外関係史の様々な分野、テーマにわたって研究成果を公にし続けた。今日の日本における日本史および対外関係史の代表的研究者として学界内外に影響を与えてきた[44]」「今日の対外関係史研究を代表する石井[45]」「石井の主著と称してよい、精緻な実証性に富んだ巨冊、『日本渤海関係史の研究』[46]」「石井が日本古代史の研究を対外関係の視点で積極的に推し進めてきたことは、その全業績をみれば一目瞭然である。今日のこの分野の学界が共有すべき通説を形成する研究の陣営に石井が加わり、その基礎となる成果の数々を担ってきたことは十分評価すべきであろう。石井の重厚な研究の一々を知って展望するなら、その学界に占めた高い位置をなんびとも否めない[46]」「（朝鮮史上の歴史家及び思想家の渤海に対する認識を体系化した研究により）渤海の歴史が中国史の一部か、朝鮮史か、果たしてどちらに属するのかという中国・韓国・北朝鮮の間で交わされる国際的な論争の先駆的業績となるのであり、日本の学界における独自の着実な実証研究として忘れがたい[43]」「渤海王の系譜の復元は諸国で錯綜する先学の案を検討し、史料を整合的に解釈し直したもので、渤海国史の解明に大いに寄与[47]」「石井は日本の渤海との外交、次いで新羅との外交の両方を把握し直し、その性格をめぐって学界の普遍的な理解に対して異議申し立てをした[18]」「（石井の渤海研究は）どれも従来の学説を研究史・学説史の丹念な追跡によって捉え直すか、あるいは独自に見つけた新史料により新たな史実を紹介し、析出して先鞭をつけるなどして、後々まで自身の学説をケアし、『更新』を続けてこだわった研究[47]」 「日本と高麗の関係の研究も、上記の元寇の際の三別抄との交渉の論文が著名（中略）その記載の細かな分析をし、史実を導くという特色を指摘できる[19]」「『本朝文粋』に載る後百済王の牒状と大宰府返牒のやり取りの記事を、十世紀の歴史認識、情報伝達と七世紀後半の新羅金春秋の来日の双方に関する史料として使う論文は、余人に真似できない長い時間軸の捉え方、関心の持ち方が示されている[19]」「石井の博士学位論文は『日本渤海関係史の研究』である。上述した既発表の八〜十世紀の日本と渤海の使節による交流、関係をベースに詳細に跡付けて体系化した、二十編の個別論文で構成される大著である。幅広い多岐にわたる諸問題を、豊かな問題関心に基づいて、引き締まって静かに、しかし時に臆することなく激しく論じている[48]」「石井正敏は古代・中世日本の対外関係史研究を、中国、朝鮮諸国などを対象にして、多角的にしかも広げて展開してきた。史料実証を最重視し、史料の見直しと先行学説の批判により、史実の論理的な解明を着実に進めて自説を構築している。史料に立ち向かう姿は執念の深さが感じられる。一見、議論を仕掛けて挑発するような筆鋒の鋭さがある。だが、解釈や復元には慎重で、節度もある。実は私心のない、ひたすら公正な事実、歴史像のみを希求する石井の真摯な姿勢が論文の端々にみえてくる[49]」「伝統的な対外関係史研究の熱意溢れる推進者であった[49]」「石井を失った損失は計り知れない[49]」「石井の蓄積した数多くの業績をどう受け止めて受け継ぐかが後進に問いかけられている[49]」と述べている。
- 村井章介は「学生時代以来の主要な業績をまとめた大著『日本渤海関係史の研究』」と評している[50]。

### その他の評価
- 石井より2年先に東京大学史料編纂所に入所した村井章介は「内容もさることながらその書きぶりに衝撃を受けた」として、石井の「まず、第一条には、＜韋毳ハ遠慮ナシ＞とある。この『韋』は＜なめしがわ＞、『毳』は＜けおりもの・けがわ＞の意であり、『韋毳』とは蒙古を指称するものとみてよいであろう。また、第三条には＜被髪左袵ハ聖賢ノ悪ムトコロ＞とある。説明の要もないであろうが、『被髪・左袵』とは＜夷狄ノ俗＞を意味し、蒙古を指すことは疑いなく、そしてそれは＜聖賢ノ悪ムトコロ＞であると述べているのである」（『東京大学史料編纂所報』第一二号）という箇所を「これが入所二年目のかけ出しの助手の書く文章だろうか?それまでは『森克己の教え子で対渤海関係の専門家』という、やや距離のある感覚しかなかったが、すぐ身近に端倪すべからず傍輩が出現したように感じた[51]」と述懐しており、「石井の学問は、日本古代対外関係史、なかんずく渤海との関係史に機軸をおきつつも、日本史、東洋史という地域の枠、古代、中世、近世という時代の枠をのりこえて、貴重な遺産を史学界にのこした。この超域性を支えたものは、歴史情報の源泉としての史料へのあくなき執着であり、史料をして十全かつ公平に過去を語らせるという究極の目標を前にしたとき、地域や時代の枠づけなど、ときには來雑物でしかなかった[10]」「あの地味きわまる石井の研究が、その学問的ポテンシャルゆえに、私の浅薄な視野をこえて大きな反響をよんでいることを、あらためて認識した[52]」「石井の歴史学の特徴を、史料の一字一句に徹底的にこだわりつつ、他方で史料に跨って地域・時代を軽々と超える、という点」「第一は、遣唐使廃絶問題における『日本紀略』の「其日」、刀伊の入寇における『小右記』の「下懸檝」、平氏の日宋貿易介入における『長秋記』の「神崎御庄領」といった、たった一字-それも史料上あまりにもありふれた-を見すごさず、研究史を丹念にたどり史料を写本に遡って読みこむという研究手法である。その結論が研究史を大きく塗り替えてしまうことの凄みには、戦慄さえおぼえる。第二は、修士在籍中に書かれた処女論文における『国書開封権』という提起が、学界で長きにわたって重要な論点であり続けたり、就職後最初の論文で紹介された三別抄の日本請援史料が国際的な反響をよび、教科書叙述にまで反映されたりといった、あきれるほどの早熟さである。しかも晩年にいたるまでさまざまな反響に誠実に対応し続けたのだった。第三は、人物史研究に臨んで『一見のための百聞』、すなわち人物理解の前提となるあらゆる情報の蒐集をなおざりにしない態度[53]」「石井は時代だけでなく専門分野をも、史料に跨がって飛び越える[54]」「いかなる先入見にも囚われることなく、厳密かつ執拗に史料に接し、そこから可能なかぎり多くの情報を引き出すこと。これこそ石井の歴史学の本領であった。それゆえ史料の解釈や評価となると、端正かつ温厚な人柄の奥に、いかなる妥協やあいまいさをも排した、学問の鬼の相貌があらわれる[55]」「史料の一字一句をゆるがせにしない実証史家であった。しかしだからといって、対外関係史の巨視的な把握にけっして無関心なわけではなかった[56]」「石井の本領たる厳密な文献学的研究[56]」「（石井の論文「寛平六年の遣唐使計画について」と「遣唐使以後の中国渡航者とその出国手続きについて」は）いかにも石井らしい文献による考証に徹した論文だが、かれの研究が今後どのような方向に展開していくのかは、感得することができる。NHK番組『さかのぼり日本史』をはじめとする積極的なメディアへの露出とあいまって、石井の歴史学が大きく発展をとげようとする矢先の逝去は、くやまれてならない。石井にとってメディア出演は、『さかのぼり日本史』に基づく単著や論文が、番組中で語ったアウトラインを実証的に裏づけるべく執筆されたように、あくまで自己の研究の動機づけだった[57]」と評している。
- 榎本渉は、「石井の講義で示されたのは、安易な結論を出す前に写本の異同や文字の用例への最新の目配りを行うなど、妥協のない緻密な考証を重ねる研究スタイルであった。私はこれに実に感心し、憧れたものである（当時ある同級生は、『あの先生、鮮やかだね』と言っていた）[58]」「石井は関心対象の広大さとともに、研究手法としては一文字をゆるがせにしない緻密な考証を得意としていた。つまり石井の研究は、一つは空間的広がり、一つは時間的広がり、一つは緻密な考証を特徴としている[5]」「当時古代対外関係史研究において、主に関心が向けられたのは律令国家群の国家間交渉であり、その後の対外関係の展開については、一九七五年の『森克己著作選集』六巻の刊行を以てすでに決着したかの如き様相を呈していた。そのような中で石井は、外交の時代から貿易の時代への転換を明確に意識していた。石井は民間貿易の時代まで見通す視野を持つ、当時としては数少ない研究者だったのであり、その点でやはり森の後継者だった[59]」「一九九〇年頃から、古代国家の貿易管理体制に関する論文が多くの研究者によって発表されるようになるが、鴻臚館跡発掘のニュースの直後、平安初期の貿易商人の専論を執筆できる蓄積を持つ研究者は、現場で発掘の指揮を執っていた貿易陶磁器研究者の亀井明徳を除けば、石井くらいだった[60]」「周知の基本史料に記されている史実を、改めて文字の意味・用法から考察し直すという、一見愚直極まりない方法を取りながら、それによって説得力のある史実の見直しの提案に成功している[60]」「石井の研究を特徴づけるものとして、史料研究の比重の高さも指摘しておきたい。石井の研究には、既知の史料であって丁寧な読み直しを行うことで新たな史実を見出したものが多く、その点で過半は史料研究としての側面[61]」「三別抄による救援要請の史実を直接伝える史料は、それまで存在しなかった（推測する説はあったが）。石井はこの史実を踏まえた上で、当時の日本を取り巻く国際環境も明らかにした。これは単なる史料紹介と呼ぶべき内容ではなく、中世対外関係史の通史的叙述にまで加筆を要求するほどインパクトを持つもの[62]」「書誌研究・訳註作業の中で触れた人物については、中世どころか江戸時代までも関心を伸ばす石井の縦横無尽な関心には驚かされる。特に虎林の研究は、時代の広がり（古代から江戸時代まで）・空間の広がり（対外関係）・厳密な史料読解（『善隣国宝記』諸本調査の延長）という石井の信念のすべて体現した論文といえる[63]」「古代対外関係史研究において、律令期とそれ以後の時代にまたがる研究を総合的に手掛けた者は、石井の同世代には他にいない[64]」「理論や体系的な枠組みの提示よりも、個別の史実の確定に力を注ぐ実証主義の立場を堅持[65]」「史料の入念な検討に基づく石井の研究を覆すには、石井以上に入念な史料への取り組みが求められることになる[65]」「石井という巨人[65]」と評している。
- 近藤剛は、高麗大学に留学に行った際の出来事として「古代対外関係史研究の第一人者であったことは、国内外で広く知られている。留学中、筆者は韓国の研究者から『渤海史（研究者）の石井正敏』の教え子ということで様々な調査・交流の機会を得ることができたが、それと同等に、中世史研究者からは『三別抄（研究）の石井正敏』の教え子として良くしていただいた」と述べており、石井の三別抄に関する論文の韓国での翻訳は「文永八年来日の高麗使について」（『東京大学史料編纂所報』一二）だけであったが「この一本の論文が日本のみならず、韓国において非常に大きなインパクトを与えたことがうかがえる」と述べている[66]。石井の研究については、「石井の研究は、根本となる史料を活字本に依拠するのではなく、原本・写本レベルから校訂を加えて本文を確定し、必要に応じて古文書学的な分析を加え、内容の読解に入る」スタンスであると述べている[67]。
- 手島崇裕は、石井の細部にわたる綿密で周到な議論に学びつつ、少しでもその研究成果を受け継ぎ、発展させていきたいと述べている[68]。
- 『さかのぼり日本史』を担当した日本放送協会 (NHK) アナウンサー石澤典夫は「史料を丁寧に見直す事で見落とされてきた事実を見つけ出し」てきた対外関係史の重鎮と語っている[57]。
- 荒野泰典は「今時珍しいほどの碩学であり、同時に広い視野と鋭い現実感覚の持ち主であった石井氏」「個人の遺作を読みながら、その世界の幅広さ・豊かさ・碩学ぶりなどを、今更のように痛感しています。それらと対話するうちに、かつてのように、いいヒントがどこからか届くのではないかと思っている」と述べている[69]。
- 石見清裕は「専攻分野が対外関係史であるために、朝鮮史・中国史の研究者にも多大な影響を与えてきた。唐代史を専門とする私も、そうした一人である。『この時代の日本の外交規定はどうなっているのか』を知りたくて文献を探せば石井の論文に行き着き、『民間商人の動きが活発化すると東アジア諸国の政治・社会はどのような影響を受けるのか』を知ろうとすれば、結局は『NHKさかのぼり日本史』の『武家外交の誕生』を手に取っているのであった[70]」「史料解釈にこだわる石井史学[71]」と述べている。
- 赤羽目匡由は「単純に国際関係の一方の当事者である渤海の姿勢のみを以て、唐・渤海関係の友好化の指標とみなすのではなく、相手側の唐、さらにその周辺勢力である新羅の主体的事情にも目配りを怠らない、極めて慎重かつ複眼的な見方と評価することができる[72]」「石井正敏の研究手法の特徴の一つとして、史料に基づく、その厳密な分析による手がたい実証的研究ということが挙げられよう。それゆえ史料に基づかない主張や、為にする非難に対しては厳しい態度で臨んだ。それは主著や、常ひごろ、史料の一字一句の重要性を説いたり、学術的主張にあたっては権威にとらわれることなく、あくまでどのような史料に基づいたかを重視していたという逸話を通しても重ねて確認できよう。一方で、たとえ見解を異にしても、卓説や肯綮に当たる批判、新出史料への対応については、決しておろそかに扱ったりせず丁寧にとりあげ、容るべきは容れ、反論すべきは反論するというように、極めて誠実・柔軟に対応している（中略）何れも学術研究に携わる者として当然の態度ともいえるが、当たり前のことを当たり前に行うことは容易ではない[73]」「石井の見解を再確認する作業を通して改めて感じたのは、行論を史料的根拠とともに容易にたどることのできる安心感であった。それは、検証不能な材料を間に挟まないためと思われる。石井の方法論とそれを通じてつむぎだされた確かな考証結果とは、今後も長く指針となり、私たちを裨益し続けることであろう[73]」と述べている。
- 岡本真は「『虚心に史料を読む』の実践こそが、石井の研究の土台をなしていることは、その一端に触れたことのある者なら、誰もが気づくに違いない。もちろん、可能な限り固定観念を排して、厳密な史料の解釈を志向するのは至極当然のことであるし、その重要性は歴史研究者の誰もが認識していよう。だが、そのなかでも石井は、日本の前近代対外関係史研究の分野において、どれをもっとも貫徹した研究者の一人のように見うけられる。なぜなら、実に多くのその論著に、他の研究者が提示し得なかった緻密な史料解釈が、ふんだんに盛り込まれているからである。そして、こうした論著こそが『石井正敏の歴史学』を体現しているのであり、そのもっとも基礎的な部分を形成しているのが、史料学的な検討[74]」「石井の研究の場合、幅広い分野の史料への目配りを怠っていないのはもとより言うまでもないが、こと史料学的側面においては、文書や記録といった、文献史料についての成果が顕著[75]」「指摘できるのは、議論の核となる史料について、いずれも綿密な史料学的検討が加えられている点[76]」「石井の論考では、議論の核となる史料を提示し、既住説を必要に応じて参照して、時には忌憚なくそれを批判し、そのうえで自身の史料解釈を提示して自説を展開するといったスタイルが、しばしばとられており、その土台となる部分こそが史料学的な検討なのである。こうした諸論考は、対外関係史という、日本史のなかでは比較的最近盛んになった研究領域においても、史料学研究が極めて有用であり、必要であることを実証したものと評価することができる。石井の斯学貢献は、この点に認められよう[76]」「石井自身がかつて述べたように、史料の校訂は『本当の力持ちにしかできない』仕事である。この訳注本における『善隣国宝記』の校訂は、まさに『力持ち』である石井の研究経験や史料読解力、該博な知識が結実したもののように見うけられる[77]」「（『善隣国宝記』校訂は）幅広い時期について研究してきた石井の、該博な知識が惜しみなく注がれていると言える。以上のような『善隣国宝記』について石井がおこなった作業は、その後の前近代対外関係史研究の進展に大いに寄与し、訳注本は、現在に至るまで、基礎史料として広く援用されてきた[78]」「石井正敏の史料学への貢献は、前近代対外関係史という領域において、自身の研究をもって史料学の有用性と重要性を示したことと、訳注本編纂を通じて同領域の研究の進展に寄与し、それがさらなる史料学的検討の必要性の提起につながったことにある[79]」と述べている。
- 川越泰博は「一九七〇年に、大宰府の外交機能をテーマにした論文『大宰府の外交面における機能-奈良時代について』をもって、颯爽と学界に登場した石井正敏の研究業績を追跡したとき、その研究テーマは、ここを起点にやがて日渤交渉史に移るが、寿六十八に至る間にものされた研究論文は、初期のテーマに局促することなく、緩やかに拡がっていった[80]」「石井正敏の研究の歩みをみると、その時間的経過とともに研究テーマが拡充され、日本の対外関係を鳥瞰していったことがよくわかる。個々の問題を俎上に上げた論攷は、いずれもが細密な論証と緻密な論理によって支えられており、それが全体の鳥瞰を可能にしている[81]」「史実に即してというよりも、史実の細目、つまり史実の断片を拾い集めて詳細に論じるという石井正敏の資質[82]」「史実の断片を縒って、対象になった日本史料・中国史料・朝鮮史料の一条一条を細かに検討することによって、既知の事実についても、新しい照明を当て、新しい視界の中で、隠れた意味合いを発見している[83]」「評価の高い史料も、これまで等閑視されていた史料も、既住の一般的な価値・評価に拘泥せず、記述の一条一条を綿密に吟味して、その営為を経て得た材料を一枚一枚敷き詰めるように、きちんと並べて、細部、つまり論述を支えるデータにし、全体の構成を十分に目配りしている五篇の論攷は、論の理論構成というよりは、それを進めていく手続き、行間に漂う一種独特の情感、そこから生み出される自然の説得力に富む。それは、厖大な日本史料・中国史料・朝鮮史料を読み解き、絶えざる鍛冶によって磨きをかけるという、まさに『根限り』営為によって具現化され、生まれた巍然たる成果であった[84]」と評している。
- 原美和子は「その学問の多彩さとともに、際だった特徴が、一つの史料に真摯に向き合い、史料の一字一句を大切にし、厳密に検討し、読解していく姿勢であることであった。周知の史料であっても通説にとらわれず、史料を緻密に読み解く。そして、それまでの説に疑問を提示し、新たな視点を導きだすという手法が貫かれているのである。導き出された結論の説得力は圧倒的な力をもち、その業績の偉大さを再確認した。平安・鎌倉時代の対外関係史料は多くなく、数が限られていると言われているが、限られた史料であるからこそ、厳密に読み解くことで、先行研究の誤りを正してきたのだと考えている[85]」「成果があがる保証のない地道な作業を時間をかけて繰り返し、とことん史料にもとづく実証的研究にこだわるこの研究姿勢こそを、継承することができたらと思う[86]」と述べている。
- 河辺隆宏は「あれだけ精緻な史料解釈に基づいて論考を著してきた研究者が出した見解には、ある種の重みがあろう[87]」「石井の日宋貿易に関する論考は、一つの史料を出発点に、当時の歴史的状況をあらゆる史料を博捜して俯瞰し、そのなかに出発点とした史料を位置づける、精緻な史料解釈に基づいた研究が数多ある[88]」と述べている。
- 河内春人は石井の遣唐使研究について、「石井が取り組んだ研究テーマを概観する時、遣唐使というテーマは石井にとって中核的なものとはいいがたいことが明らかである。しかし、翻って見るに遣唐使研究において石井の研究は大きな光彩を放っている[89]」「古代対外関係史における貿易史研究は、森克己の『日宋貿易の研究』およびその続編によって長くその独壇場であったが、モノの輸入などが主たる観点であった。石井はそこに政治・外交との接点を強く打ち出しており、その先駆性・先見性は評価されるべき[90]」「既知の史料に対する徹底的な追及という石井の手法[90]」「石井の遣唐使研究の特色はその徹底した史料分析とともに、広い意味での国際交流のなかに遣唐使を位置づけようとする視点[91]」「石井が道筋をつけながらも果たすことができなかった、現段階における古代対外関係史の総論を、石井への批判も含めながら達成することが後進に与えられた課題[91]」と述べている。

## 著書

### 単著
- 『日本渤海関係史の研究』（吉川弘文館、2001年　ISBN　9784642023634。オンデマンド版 2021年　ISBN　9784642723633
- 『東アジア世界と古代の日本』（日本史リブレット14、山川出版社、2003年）
- 『NHKさかのぼり日本史8 なぜ、モンゴル帝国に強硬姿勢を貫いたのか』（NHK出版、2013年）

### 共編著
- 石井正敏・茂在寅男・田中健夫・西嶋定生編『遣唐使研究と史料』（東海大学出版会、1987年）
- 石井正敏・荒野泰典・村井章介編『アジアのなかの日本史1 アジアと日本』（東京大学出版会、1992年）
- 石井正敏・荒野泰典・村井章介編『アジアのなかの日本史2 外交と戦争』（東京大学出版会、1992年）
- 石井正敏・荒野泰典・村井章介編『アジアのなかの日本史3 海上の道』（東京大学出版会、1992年）
- 石井正敏・荒野泰典・村井章介編『アジアのなかの日本史4 地域と民族』（東京大学出版会、1992年）
- 石井正敏・荒野泰典・村井章介編『アジアのなかの日本史5 自意識と相互理解』（東京大学出版会、1993年）
- 石井正敏・荒野泰典・村井章介編『アジアのなかの日本史6 文化と技術』（東京大学出版会、1993年）
- 石井正敏・川越泰博編『日中・日朝関係研究文献目録』（国書刊行会、1996年）
- 石井正敏・高橋正彦・大野瑞男・北原進・中尾堯・田島公・広瀬順晧編『今日の古文書学第12巻 史料保存と文書館』（雄山閣出版、2000年）
- 石井正敏・田中健夫編『対外関係史辞典』（吉川弘文館、2009年 ISBN　9784642014496）
- 石井正敏・荒野泰典・村井章介編『日本の対外関係1 東アジア世界の成立』（吉川弘文館、2010年　ISBN　9784642017015）
- 石井正敏・荒野泰典・村井章介編『日本の対外関係2 律令国家と東アジア』（吉川弘文館、2011年　ISBN　9784642017022）
- 石井正敏・荒野泰典・村井章介編『日本の対外関係3 通交・通商圏の拡大』（吉川弘文館、2010年　ISBN　9784642017039）
- 石井正敏・荒野泰典・村井章介編『日本の対外関係4 倭寇と「日本国王」』（吉川弘文館、2010年　ISBN　9784642017046）
- 石井正敏・荒野泰典・村井章介編『日本の対外関係5 地球的世界の成立』（吉川弘文館、2013年 ISBN　9784642017053）
- 石井正敏・荒野泰典・村井章介編『日本の対外関係6 近世的世界の成熟』（吉川弘文館、2010年　ISBN　9784642017060）
- 石井正敏・荒野泰典・村井章介編『日本の対外関係7 近代化する日本』（吉川弘文館、2012年 ISBN　9784642017077）
- 石井正敏 「寛平六年の遣唐使計画」『情報の歴史学』  中央大学人文科学研究所研究叢書52（中央大学出版部 2011年）

### 著作集
- 鈴木靖民・赤羽目匡由・浜田久美子編『石井正敏著作集1 古代の日本列島と東アジア』（勉誠出版、2017年）
- 村井章介・榎本渉・河内春人編『石井正敏著作集2 遣唐使から巡礼僧へ』（勉誠出版、2018年）
- 川越泰博・岡本真・近藤剛編『石井正敏著作集3 高麗・宋元と日本』（勉誠出版、2017年）
- 荒野泰典・須田牧子・米谷均編『石井正敏著作集4 通史と史料の間で』（勉誠出版、2018年）